# Vitória de Saxe-Coburgo-Koháry
Vitória de Saxe-Coburgo-Koháry (Viena, 14 de fevereiro de 1822 – Esher, 10 de dezembro de 1857) foi uma princesa alemã da casa de Saxe-Coburgo-Gota. Ela se casou com Luís, Duque de Némours, filho do rei Luís Filipe I de França, e se tornou membro da família real francesa durante a Monarquia de Julho. Era a mãe de Gastão, Conde d'Eu, marido da princesa Isabel do Brasil, filha e herdeira do imperador D. Pedro II.

## Biografia
Vitória era a única filha do príncipe Fernando de Saxe-Coburgo-Gota, e de sua esposa, a princesa Maria Antonia de koháry, princesa húngara, herdeira de grande património. Seus avós paternos foram o duque soberano Francisco de Saxe-Coburgo-Saalfeld e sua segunda esposa, a condessa Augusta de Reuss-Ebersdorf. Ela era a irmã do rei Fernando II de Portugal e do príncipe Augusto de Saxe-Coburgo-Gota, que se casou com sua cunhada, a princesa Clementina de Orléans.
Em 26 de abril de 1840, ela se casou com Luís, Duque de Némours, o segundo filho do rei Luís Filipe I de França, no Castelo de Saint-Cloud. A assinatura do contrato de casamento entre os dois se tornou uma questão política na França e atraiu atenção nacional e internacional. O rei da França havia redigido um contrato dando à sua nova nora a propriedade estatal de Rambouillet e 1 milhão de francos como dote, mas a Câmara dos Deputados rejeitou as exigências orçamentárias do rei. Após seu casamento, Vitória recebeu o título de "Duquesa de Némours" e "Princesa de Orleães", bem como foi descrita como aquela que havia trazido "graça e beleza" a corte francesa.
Ela teve dois filhos e duas filhas com seu marido, o Duque de Némours:
1. Luís Filipe Maria Fernando Gastão (1842–1922), Conde d'Eu, casou-se com a princesa Isabel do Brasil;
2. Fernando Filipe Maria] (1844–1910), Duque de Alençon, casou-se com a duquesa Sofia Carlota da Baviera;
3. Margarida Adelaide Maria (1846–1893), casou-se com o nobre polonês Władysław Czartoryski;
4. Branca Maria Amélia Carolina Luísa Vitória (1857–1932), não se casou.

Depois que a Revolução de Fevereiro de 1848 derrubou a monarquia na França, a casa de Orleães foi para o exílio na Inglaterra. A rainha Vitória do Reino Unido era sua prima, três anos mais velha que Vitória, e elas eram companheiras de brincadeiras de infância. A duquesa e a rainha Vitória tornaram-se amigas íntimas e a rainha convidava a prima para férias de verão anuais na Casa Osborne. Ela era a prima favorita da rainha, que escreveu em 1839: "somos como irmãs, e nos sentimos como irmãs".
Vitória morreu em 10 de novembro de 1857, apenas dez dias após o nascimento de sua quarta filha, como resultado da febre puerperal. Ela foi enterrada na Capela de Weybridge. O renomado escultor Henri Chapu concebeu, através de imagens e da máscara mortuária da princesa, o túmulo dos Duques de Nemours. Seu corpo foi trasladado em 1979 para a Capela Real da família Orleans, em Dreux, na Normandia.
A Peónia chinesa (Paeonia lactiflora), também chamada de Duchesse de Nemours, foi nomeada em homenagem à Vitória.

## Galeria

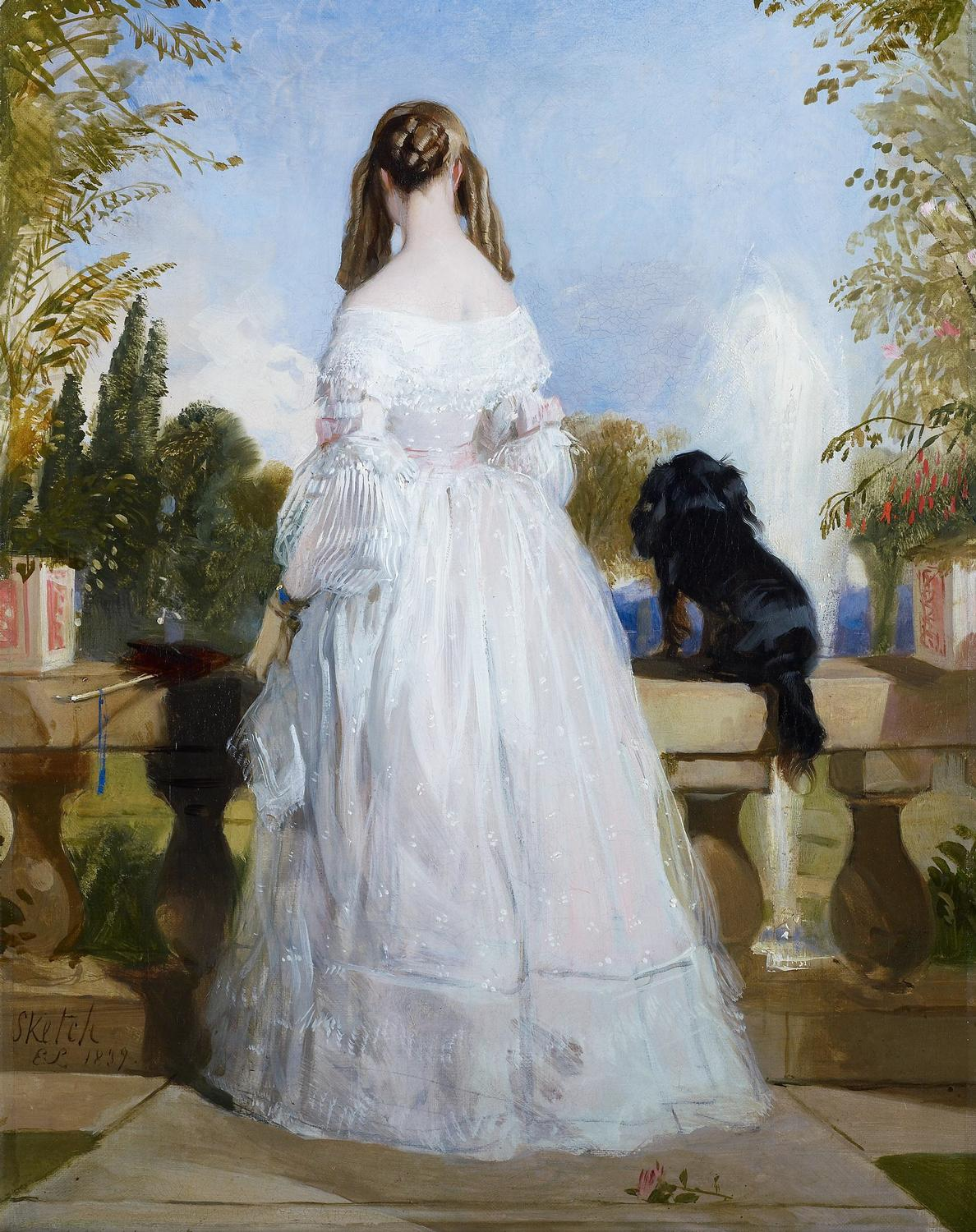
Vista posterior de Vitória olhando de uma sacada com seu spaniel preto, esboço a óleo de E. Rancia, 1839
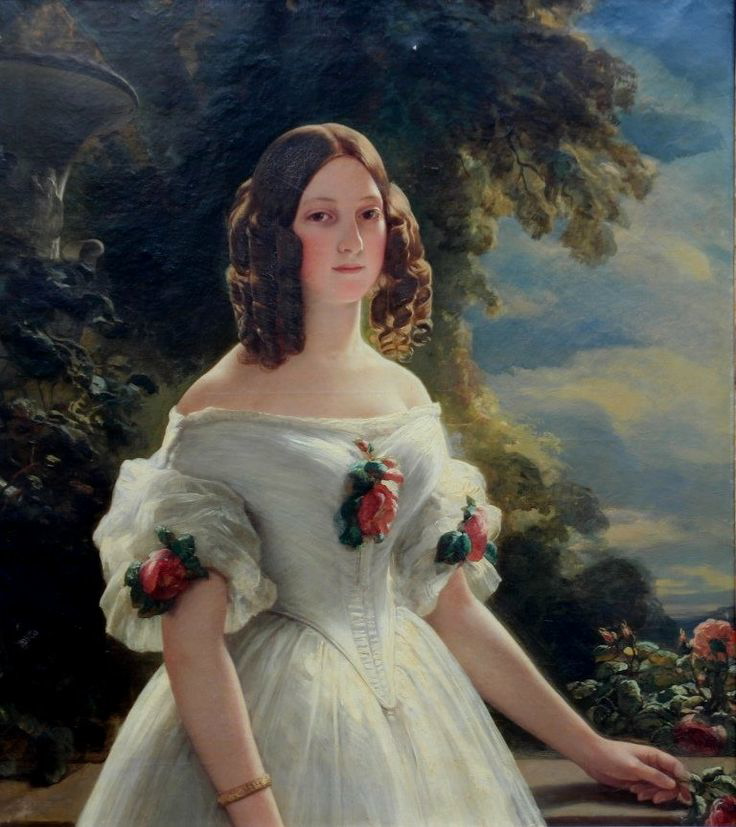
Vitória, Duquesa de Némours
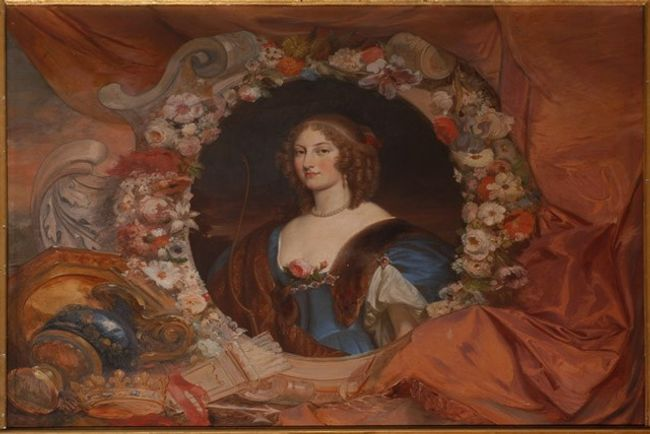
A Duquesa de Némours retratada como a deusa romana Diana, por H. Decaine, 1847, no Musee Condé
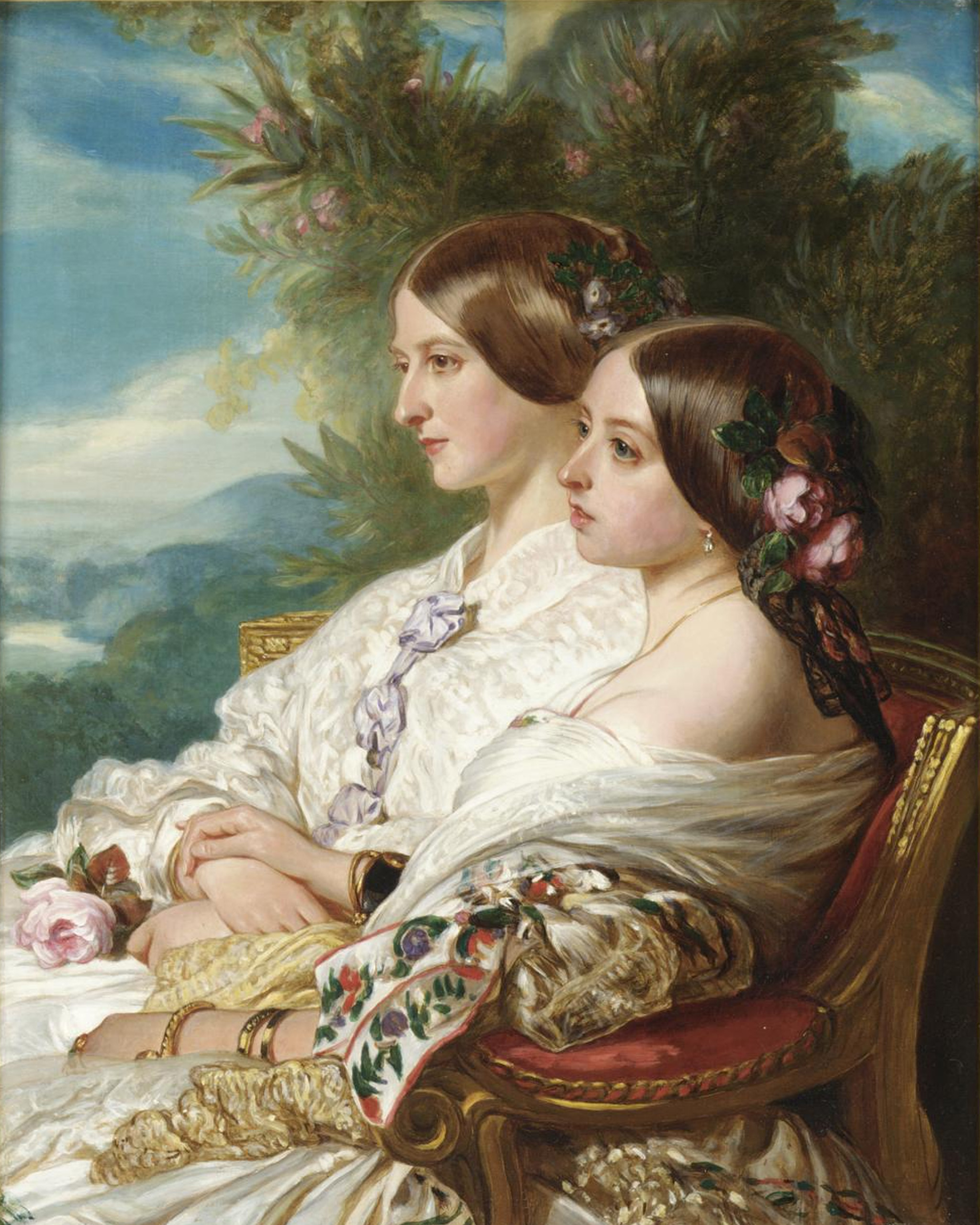
Retrato duplo da rainha Vitória (primeiro plano) e da Duquesa de Némours (atrás), por F. X. Winterhalter, 1852, na Royal Collection
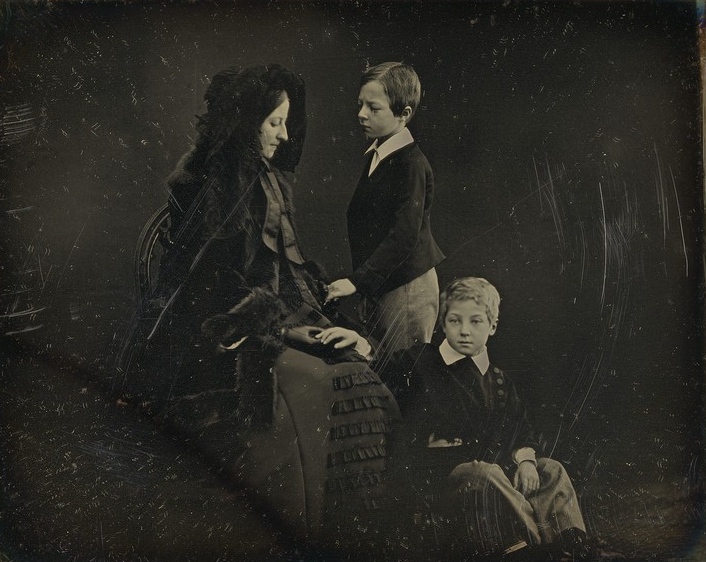
Fotografia da duquesa com seus filhos, Gastão e Fernando, 1852
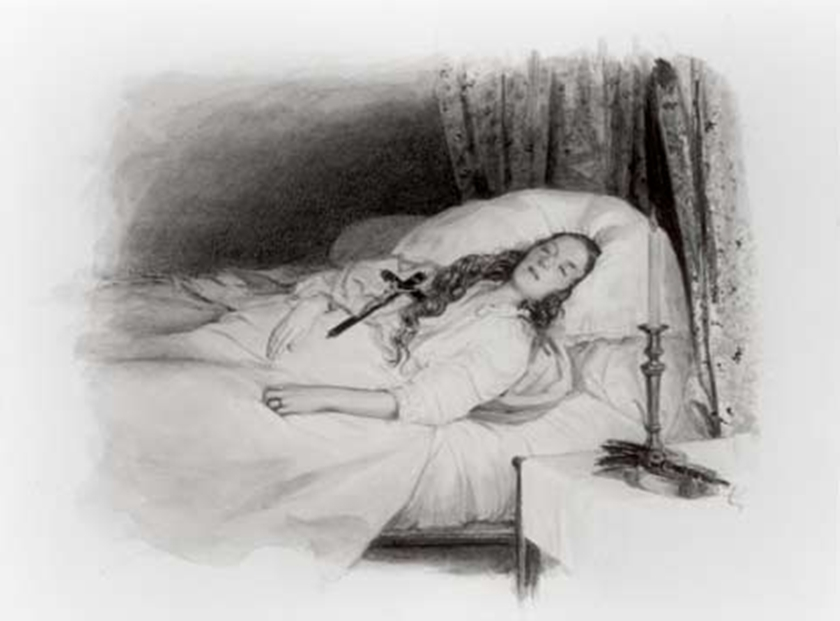
Esboço do cadáver de Vitória, 1857